# 高桥侑希
高桥侑希（日语：／ Takahashi Yūki，1993年11月29日—）生于三重县桑名市，是一名日本自由式摔跤运动员，2016年毕业于山梨学院大学法学部后，加入综合警备保障。他的弟弟高桥拓也同样也是摔跤选手，但因伤病的关系早已退役。2017年世锦赛，高桥在57公斤级自由式决赛中击败美国选手托马斯·吉尔曼，帮助日本队时隔36年重获男子自由式摔跤世锦赛冠军。
高桥和国家队队友藤波勇飞同样来自三重县，两人就读于同一所高中，同时同样都是山梨学院大学校友，另外两人也同样在2017年世锦赛以及2018年亚运上收获奖牌。